# Prix Palle-Rosenkrantz
Le prix Palle Rosenkrantz (Palle Rosenkrantz-prisen) est un prix remis annuellement par Det Danske Kriminalakademi au meilleur roman policier paru en danois. Il tire son nom de l'écrivain Palle Rosenkrantz (1867-1941), auteur du premier roman policier danois.

## Palmarès
| Année | Auteur                 | Titre original                                                         | Titre en langue danoise            | Pays        |
| ----- | ---------------------- | ---------------------------------------------------------------------- | ---------------------------------- | ----------- |
| 2023  | Arttu Tuominen         | La Revanche                                                            | Hyvitys                            | Finlande    |
| 2022  | Ragnar Jónasson        | La Dame de Reykjavík                                                   | Dimma                              | Islande     |
| 2018  | Michelle Richmond (en) | The Marriage Pact                                                      | Til døden os skiller               | États-Unis  |
| 2017  | Yrsa Sigurðardóttir    | ADN [« DNA »]                                                          | DNA                                | Islande     |
| 2016  | Gard Sveen             | Den siste pilegrimen                                                   | Den sidste pilgrim                 | Norvège     |
| 2015  | Håkan Nesser           | Levende og døde i Winsford                                             | Levende og døde i Winslow          | Suède       |
| 2014  | Philip Kerr            | Les Ombres de Katyn [« A Man Without Breath »]                         | En mand uden åndedræt              | Royaume-Uni |
| 2013  | James Ellroy           | Underworld USA [« Blood's a Rover »]                                   | Den røde gudinde                   | États-Unis  |
| 2012  | Leif G. W. Persson     | Den döende detektiven                                                  | Den døende detektiven              | Suède       |
| 2011  | Jean-Christophe Grangé | Miserere                                                               | Forbarm dig                        | France      |
| 2010  | Jo Nesbø               | Le Léopard [« Panserhjerte »]                                          | Panserhjerte                       | Norvège     |
| 2009  | Don Winslow            | L'Hiver de Frankie Machine [« The Winter of Frankie Machine »]         | Frankie Machines vinter            | États-Unis  |
| 2008  | Karin Alvtegen         | Ténébreuses [« Skugga »]                                               | Skygger                            | Suède       |
| 2007  | Håkan Nesser           | Skuggorna och regnet                                                   | Skyggerne og regnen                | Suède       |
| 2006  | Peter Robinson         | Froid comme la tombe [« Cold is the grave »]                           | Kold er graven                     | Royaume-Uni |
| 2005  | Henning Mortensen (da) | Den femte årstid                                                       | Den femte årstid                   | Danemark    |
| 2004  | Arne Dahl              | Europa Blues [« Europa Blues »]                                        | Europa Blues                       | Suède       |
| 2003  | Carol O'Connell        | L'Appât invisible [« Judas Child »]                                    | Judasbarnet                        | États-Unis  |
| 2002  | Minette Walters        | Intime Pulsion [« Acid Row »]                                          | Syreparken                         | Royaume-Uni |
| 2001  | Ian Rankin             | L'Ombre du tueur [« Black and Blue »]                                  | Fortids synder                     | Royaume-Uni |
| 2000  | Donna Leon             | Mort en terre étrangère [« Death in a Strange Country »]               | Mord i fremmed land                | États-Unis  |
| 1999  | Kim Småge              | En kjernesunn død                                                      | En kernesund død                   | Norvège     |
| 1998  | Caleb Carr             | L'Aliéniste [« The Alienist »]                                         | Sindssygelægen                     | États-Unis  |
| 1997  | Reginald Hill          | Un si joli tableau [« Pictures of Perfection »]                        | Regnskabets dag                    | Royaume-Uni |
| 1996  | Colin Dexter           | À travers bois [The Way Through the Woods]                             | Vejen gennem skoven                | Royaume-Uni |
| 1995  | Arturo Pérez-Reverte   | Le Club Dumas [« El club Dumas »]                                      | Dumas-klubben                      | Espagne     |
| 1994  | Ruth Rendell           | L'Oiseau crocodile [« The Crocodile Bird »]                            | Som fuglen i krokodillens gab      | Royaume-Uni |
| 1994  | Barbara Vine           | Le Tapis du roi Salomon [« King Solomon's Carpet »]                    | Kong Salomons tæppe                | Royaume-Uni |
| 1993  | Peter Høeg             | Smilla et l'Amour de la neige [« Frøken Smillas fornemmelse for sne »] | Frøken Smillas fornemmelse for sne | Danemark    |
| 1992  | John le Carré          | Le Voyageur secret [« The Secret Pilgrim »]                            | Den hemmelige pilgrim              | Royaume-Uni |
| 1991  | Gunnar Staalesen       | Anges déchus [« Falne Engler »]                                        | Faldne Engle                       | Norvège     |
| 1990  | Erik Amdrup            | Renters rente                                                          | Renters rente                      | Danemark    |
| 1989  | Leif Davidsen          | La Chanteuse russe [« Den russiske sangerinde »]                       | Den russiske sangerinde            | Danemark    |
| 1988  | P. D. James            | Un certain goût pour la mort [« A Taste for Death »]                   | Indviet til mord                   | Royaume-Uni |
| 1987  | Fredrik Skagen         | Viktor! Viktor!                                                        | Viktor! Viktor!                    | Norvège     |